# La Unión (El Salvador)
La Unión es un distrito del municipio de La Unión Sur en el departamento de La Unión, en la parte oriental de la República de El Salvador, sobre la costa del golfo de Fonseca. Es también la cabecera departamental del departamento homónimo, tiene una superficie de 144,43 km² y una población de 40.129 habitantes lo que lo convierte en el distrito más poblado del departamento y el número 36 a nivel nacional.

## Historia
El territorio de lo que hoy es la Ciudad de La Unión, fue divisado por primera vez, desde las aguas del Océano Pacífico, cuando a principios del año 1522, el piloto Andrés Niño llegó al Golfo de Conchagua (Golfo Chorotega), y lo bautizó con el nombre de Golfo de Fonseca, en honor al Obispo de Burgos y Presidente del Consejo de Indias, Fraile Juan Rodríguez de Fonseca.
Andrés Niño desembarcó en la Isla de Meanguera del Golfo frente a las actuales playas del Departamento de La Unión, la conquista no se inició, sino dos años más tarde, en 1524 cuando llegó al territorio salvadoreño el Capitán Hernán Cortés. En 1588 el pirata Francis Drake amenazó a los habitantes del Golfo de Fonseca; así mismo para el año de 1596 los Frailes Seráficos Españoles fundaron la Guardianía de Nuestra Señora de las Nieves de Amapala en el lugar que hoy se conoce como Pueblo Viejo.
Para los años de 1682 llegó una tropa de piratas ingleses al Golfo de Fonseca; se dice que estos causaron destrucción y muerte en los pueblos lencas, los habitantes fueron despojados de sus bienes, razón por la cual emigraron hacia el norte de Honduras y Amapala.
A fines del siglo XVII, por rivalidades entre neoconchaguas y amapalas, los primeros establecieron en el Litoral de la Bahía de Fonseca, el Puerto Perigolfeño denominado "El embarcadero de los conchaguas".

### sigloXIX
A finales del siglo XVIII, Amapala era caserío en franca decadencia, ya sin autoridades militares, civiles y religiosas; por cuya causa se ordenó que sus vecinos se trasladaran a "El embarcadero de los conchaguas", que recibió el nombre de "Puerto de San Carlos", en homenaje al Rey de España Carlos III. En 1807 el Puerto de San Carlos, figura incluido como pueblo del partido de San Alejo en la intendencia de San Salvador por el corregidor Antonio Gutiérrez y Ulloa.

#### Post-Independencia centroamericana
El 13 de julio de 1824 el puerto de San Carlos fue habilitado, por la Asamblea Nacional Constituyente de las Provincias Unidas del Centro de América, en concepto de "puerto mayor", con el nombre de Puerto de la Unión Centroamericana. El 5 de octubre de 1828 fuerzas del general Francisco Morazán, a las órdenes de Antonio Corzo, atacaron y se apoderaron de este puerto. El Congreso Federal, en 1831, declaró que el puerto San Carlos era uno de los habilitados de la República, en el litoral del Océano Pacífico. El 27 de agosto de 1839 una columna de fuerzas hondureñas, a las órdenes del general Santos Guardiola, asaltó dicho puerto.

#### Época republicana
El 15 de febrero de 1842 llegó a esta población el general Francisco Morazán, con una escuadrilla de cinco veleros, denominado "El Cosmopolita", "El Cruzador", "La Isabela", "La Josefa" y "La Asunción". El 21 de marzo siguiente estableció su cuartel general, en la isla Martín Pérez, el Héroe Nacional de Centroamérica. Por Decreto Legislativo de 22 de junio de 1842, se erigió un Juzgado de 1ª Instancia para todos los negocios civiles y criminales en el puerto de La Unión. En los años de 1843 y 1844 (agosto) el buque de guerra "Chambote" y la corbeta "Daphne", respectivamente, ambas de nacionalidad inglesa, bloquearon el puerto de La Unión. 
En el 1 de septiembre de 1844, la goleta Constellation ancló en la entrada de la bahía de La Unión, teniendo como pasajero al viajero inglés Robert Glasgow Dunlop, y al siguiente día este desembarcó en el puerto y permaneció en la casa pública de doña Lorena Zapata. Durante su estadía tuvo la oportunidad de ascender el volcán de Conchagua en el 15 de septiembre. Además de esto pudo dejar su impresión de eventos que ocurrieron durante su permanencia en el puerto.
En el 8 de octubre, hubo una conmoción en la población de La Unión y varios salieron a esconderse en los bosques. A las 3 de la tarde, arribó el general Trinidad Cabañas en su salida de Nicaragua y a la cabeza de 200 tropas. Los soldados del gobierno abandonaron el puerto y dejaron atrás las armas, y, por tanto, Cabañas pudo ocupar la población fácilmente. Cabañas encontró al Dunlop y le preguntó a qué nación pertenecía y le dijo que debía ser feliz que no tenía razón por qué temer a ningún partido ni los efectos de cualquier revolución. Según el mismo Dunlop, Cabañas y sus tropas se condujeron con gran moderación y tomaron nada sin haber pagado. Salieron del puerto en el 11 de octubre en el bergantín inglés Diana en camino al puerto de Realejo. Poco después de la salida del Diana, unos 100 soldados del gobierno llegaron a reocupar el puerto. Dunlop salió del puerto en el 5 de octubre.
A principios de febrero de 1845 el general Francisco Malespín, victorioso en su campaña contra Nicaragua, pero desconocido como presidente por un movimiento revolucionario acaudillado por el vicepresidente general Joaquín Eufrasio Guzmán, desembarcó con sus tropas en este puerto, al que llegaron a bordo de las goletas "Constitución", "Agustina" y "Carolina". El 21 de agosto del mismo año, el general hondureño Santos Guardiola puso sitio a esta plaza, que defendió el general Antonio Carballo, y el 27 del mismo mes, mediante la violación de un pacto, el atacante logró posesionarse de La Unión. Del 26 de octubre al 12 de noviembre de 1849 los buques ingleses bloquearon todos los puertos salvadoreños, incluso La Unión, y un año más tarde, en el 16 de octubre de 1850, el almirante de la escuadra inglesa señor Phipps Homby, por medio del comandante del buque de guerra inglés "Champion", notificó al comandante del puerto mencionado el "estado de bloqueo" a que era sometido por orden de su Majestad.
En el 4 de noviembre de 1853, se estableció el primer hotel del puerto, el Hotel de la Unión, bajo la dirección de José Monicucci.
En el 27 de noviembre de 1853, a las tres de la mañana se incendió una pequeña casa de paja del Señor Don José Antonio Lechuga donde estaban depositadas 45 arrobas de pólvora, este distaba entre 5 y 6 varas de una casa de teja en que estaban 160 barrilitos de pólvora de media arroba cada uno propiedad del mismo. Esta casa distaba del pueblo 300 varas al poniente. Tocaron las campanas y el comandante del puerto J. E. Peralta dirigió una escolta al punto del incendio pensando que solo la casa de teja tenía pólvora pero cuando llegó fue informado por 2 personas que la cuidaban que la que estaba incendiada también tenía pólvora. Regresó para buscar al Señor Lechuga para informarse de la situación pero no lo encontró. Volvió al lugar del incendio, y allí encontró a los señores Don Hermenejildo Alvarado y Don Dolores Doña animando a seis u ocho hombres que llegaron voluntariamente. Estos rompieron la puerta de la casa de teja, y sacaron los barriles de pólvora que colocaron alejados del fuego. Después se ocuparon de apagar el incendio. A las 4:30, por el trabajo de esos hombres, unos muchachos y 3 o 4 mujeres que acarreaban agua, el fuego ya había bajado. Llegaron al lugar del incendio el Juez de 1.ª Instancia Don S. Escobar, los Alcaldes Don F. Urros e Inés Valenzuela y los señores Don Atanasio Irizarri, Don Eugenio Oyárzum, Don Atanasio Guzman y R. Halker, quedando al cuidado de la aduana los señores Don Sebastian Bulues y Don José Cáceres mientras el ayudante al mando de una escolta se ocupaba en hacer concurrir a la fuerza a los pocos vecinos que quedaron de los que no huyeron. Unos pocos vecinos acordaron dar una gratificación a los hombres y mujeres del pueblo que más se distinguieron con su actividad en apagar el incendio. Contribuyeron con 25 pesos y a nombre del Gobierno, los señores administradores, contador, y el comandante.
El primer barco de vapor de la Compañía Centro-Americana de Navegación por Vapor llamado "El Primero" llegó al Puerto de La Unión en el 1 de enero de 1854 a las 3 de la tarde llevando 3 pasajeros con destino a San Juan del Sur.

#### Título de Ciudad
El antiguo puerto de San Carlos, bautizado a raíz de la independencia con el sugestivo nombre de La Unión, en el distrito de San Alejo, había progresado notablemente en los comedios de la centuria XIX. No sólo eran importantes sus edificios y obras públicas, sino que su progreso deriva también del aumento en el número. de sus habitantes, con familias de propiedad y cultura, y en la intensificación de sus relaciones mercantiles. Todo lo contrario sucedía en la villa de San Alejo, que "ha ido y va en decadencia", por cuyos motivos la Asamblea Legislativa; con fecha 28 de febrero de 1854, emitió un decreto legislativo, que suscribió el presidente don José María San Martín, en virtud del cual se otorgó al pueblo del puerto de San Carlos de la Unión, el título de ciudad. Al mismo tiempo, se le declaró cabecera del partido de San Alejo y sede de un Juzgado de 1a Instancia, con dotación de 500 pesos de sueldo para el juez. Desde principios de julio de 1856 hasta fines de abril de 1857, el puerto de La Unión ofreció una actividad inusitada: allí se embarcaron y desembarcaron las tropas Salvadoreñas y guatemaltecas que fueron a Nicaragua a luchar contra el filibustero William Walker. El año de 1859 se significó en La Unión por una serie de fuertes temblores. El 2 de septiembre de ese año se percibió en lontananza una luz roja intensa que iluminó todo el firmamento en dirección nornoroeste. En 1860, el 18 de septiembre, un terremoto causó daños de consideración. El 3 de abril de 1863 se celebraron en La Unión conferencias de paz entre enviados del gobierno nicaragüense Y delegados del salvadoreño, con ocasión de que tropas de este país se disponían a invadir a Nicaragua, a las órdenes del general Máximo Jerez. El 15 de mayo de 1865 el general José Trinidad Cabañas, con un grupo de valientes patriotas, se posesionó de la plaza fuerte de San Miguel, en un intento de restaurar en el gobierno a su cuñado capitán general Gerardo Barrios y deponer al impopular licenciado .Francisco Dueñas. El 29 del mismo mes, Cabañas fue derrotado en la ciudad de La Unión por las tropas gobiernistas que dirigían los generales Santiago González Y Florencio Xatruch.

#### Cabecera Departamental
Por Decreto Ejecutivo de 22 de junio de 1865, Francisco Dueñas dividió el antiguo y grande departamento de San Miguel en tres: el de este nombre, el de Usulután y el de La Unión, formado este último por los distritos de La Unión y de San Antonio del Sauce (hoy de Santa Rosa de Lima). En virtud de esta erección, la ciudad de San Carlos de La Unión fue elevada a la categoría de cabecera departamental. En 1871 Ricardo Streber tomó la plaza de este puerto, como parte del plan revolucionario acaudillado por el mariscal Santiago González contra la administración dueñista. El 15 de septiembre de 1887, el general José María Barahona y su hijo Francisco, atacaron la ciudad porteña en un vano intento de derrocar la liberal y progresista administración del general Francisco Menéndez. En 1890 tenía 2,980 habitantes.

### Personas destacadas
La ciudad de San Carlos de La Unión es cuna del ilustre estadista licenciado Juan José Guzmán, notable orador de la primera mitad del siglo pasado, apellidado "Pico de oro", quien gobernó, en concepto de Presidente de Estado del 13 de abril al 30 de junio de 1842, del 26 de septiembre de este año al 26 de enero de 1843 y del 8 de marzo de 1843 al 31 de enero de 1844. También es cuna del periodista Napoleón Viera Altamirano, quien en 1936 fundó el periódico El Diario de Hoy, del doctor Hugo Lindo, notable prosista y poeta laureado en numerosos eventos de cultura; y del teniente coronel José María Lemus, electo Presidente de la República para el sexenio 1956-1962.

## Población
La población en el distrito de La Unión, según el VII Censo de Población y Vivienda 2024 asciende a un total de 40,129 habitantes, convirtiéndose en el distrito más poblado del Departamento de La Unión. En cuanto al género, la población se divide en 18,817 hombres y 21,312 mujeres.

### Densidad Poblacional
Con una extensión de 144.43 km², y con una población total de 40,129, según el VII Censo de Población y Vivienda 2024, la densidad del distrito de La Unión es de 277.84 hab./km² .

## Geografía
La ciudad de La Unión es la cabecera del departamento del mismo nombre que se encuentra ubicado al Oriente de nuestro país, a 184 Kilómetros de la capital nacional vía Carretera Panamericana. Este Municipio está limitado de la siguiente forma: al Norte y al Este, por la Bahía de La Unión, al Sur y Oeste, por el Municipio de Conchagua.
Existe una porción aislada de 7.6 km al oeste de la Ciudad y está limitado: al norte, por el distrito de San Alejo; al este, por la Bahía de La Unión y el distrito de Conchagua; al sur, por los distritos de Conchagua y El Carmen, y al oeste, por el distrito de El Carmen.

### Topografía
El punto más alto del distrito se encuentra a 608 m s. n. m. en las coordenadas: 13.236027,-87.990255

### Clima
La Ciudad de La Unión se encuentra a una altitud de 5 m s. n. m., por lo que se caracteriza por tener un clima ardiente tropical, cuyas altas temperaturas son mitigadas en buena parte por la brisa marina siempre presente en el ambiente.

### División administrativa
Su núcleo urbano principal es la Ciudad y Puerto La Unión. Este se divide en Barrios, Colonias y sectores.
- Barrios

- Concepción, El Centro, Honduras, San Carlos, La Fátima, Las Flores, San Antonio
- Colonias

- Obrera, Cutuco, Rubio, Beltrand, Matarrita, Santa Rosa, Belén, Bella Vista, La Esperanza, Miramar
- Sectores

- La Playa, El Esterito, km 1, La Papaya, La Palma, Línea Férrea.

Además, en el área rural, el distrito de La Unión cuenta con los siguientes cantones, con sus respectivos caseríos:
| Cantones       | Caseríos                                                                                                  |
| -------------- | --- |
| Agua Caliente  | El Melonal, Teclas, Valle Abajo, Valle Arriba,Colonia 27 de agosto, Colonia Santa Fe.La plazuela          |
| Agua Escondida | Brisas del Golfo, La Mora, El Calvario                                                                    |
| Amapalita      | La Chacra, Pavana, Quinta Marimar                                                                         |
| Chiquirín      | Los Chorros, Los Mangos, Pueblo Viejo, Las Pozas                                                          |
| El Coyolito    | Las Trancas, El Guasimal, El Cargadero, La Bolsa, La Fila                                                 |
| El Jícaro      | El Centro, El Guasimo, El Quebradón, Las Chachas                                                          |
| El Tihuilotal  | Centro, Pitahaya, El Portillo, Las Pozas, El Ojuste                                                       |
| Isla Zacatillo | El Caguano, El Rincón, La Estufa, Playona, Playitas                                                       |
| La Quezadilla  | El Tablón, El Trozo, El Guazimal, El Higuerón                                                             |
| Las Maderas    | El Nacimiento, El Aguadero                                                                                |
| Loma Larga     | El Berrinche, El Caribal, La Brea, El Instituto, Condadillo, Volcancillo , la coquera, Hacienda San Ramon |
| Siramá         | El Triunfo, Los Mangos, El Palmar, Cerro Partido, San Isidro, San Cayetano, La Paz, La Sincuya            |

### Islas
La jurisdicción de La Unión abarca cuatro Islas del Golfo de Fonseca:

Isla Zacatillo: situada en las aguas del Golfo de Fonseca, a cuatro millas al sureste de La Unión se encuentra el Cantón Isla Zacatillo, con una extensión de 4 km², dividida administrativamente en cinco caseríos: EL CAGUANO, EL RINCON, LA ESTUFA, PLAYONA Y PLAYITAS.
Isla Chuchito: el islote Chuchito no posee vegetación. Es una continuación de la Isla Zacatillo que está formada por farallones y acantilados, que tiene una extensión de 2.14 ha, es utilizada para reposo de las aves como: Los Pelícanos y Las Garzas, la cual puede ser aprovechado para la observación de las aves desde la Isla Zacatillo o también desde un bote o una lancha.
Isla Ilca: esta isla tiene una extensión de 1 km², aproximadamente; es de difícil acceso y no contiene asentamientos humanos, existen terrenos con pastizales en crecimiento y parte de la isla se utiliza para cultivar maíz, ésta no contiene declaración legal. En el contorno de la isla se pueden observar cangrejos y se da la captura de langostas.
Isla Martín Pérez: única área del municipio de La Unión que se encuentra dentro del sistema de áreas naturales protegidas en una categoría particular para el país: "Reserva de la Biósfera", está incluida en la zona de vida del Bosque Húmedo Subtropical (Caliente) y la vegetación dominante es el Bosque Seco Caducifolio y corresponde al gran paisaje de la cadena volcánica reciente y constituye un refugio para aves marinas residentes y el desove de tortugas, tiene cierta diversidad de reptiles y ofrece paisajes marinos el régimen es de tenencia municipal.

## Hidrografía
El sistema hidrográfico del distrito de La Unión es muy abundante, riegan el distrito de La Unión los ríos: La Madera, Nacimiento, Sirama, Las Quebradas los Monos, El Salto, Tempisque, Huiscoyol, Las Trancas, Las Pozas, Agua Caliente, Chepegual y Pala Blanco, Estero San Juan, así como también Punta Manglito, Punta La Virgen, Punta Chiquirín, Punta Gorda y punta Negra.
Entre los ríos principales se encuentran:
En Nacimiento: nace a 10,9 km al oeste de la Ciudad de La Unión, en la porción que se encuentra aislada del Municipio. Corre con rumbo suroeste a noreste hasta desembarcar en el Estero El Mora; recibe como afluentes los ríos: El Municipio, Las Maderas y la Quebrada La Quebradona, su longitud es de 7,5 km.
Siramá: nace a 7,1 km al oeste de la Ciudad de La Unión, en la porción que se encuentra aislada del Municipio; corre con rumbo suroeste a noreste hasta desembocar en el Río El Municipio, su longitud es de 4,9 km.

## Fauna
La importancia económica y alimentaria de la fauna terrestre y marina es importante de considerar en el Municipio de La Unión, las especies amenazadas enumeradas por su inter»s económico son el cusuco (Dasypusnovemcinctus), el venado (Odocoileus virginianus), perico (Aratinga sp), pichiche (Dendrocygna bicolor) y pato (Anas sp).
Las especies en peligro de extinción son loras (Amazonas sp), garrobos e iguanas (Ctenosaura sp e iguana); las aves que predominan en la zona costera son Charadrins alexandrius (Playerito), Egretta thula (garcita blanca), Casmerodius albus (gran garza blanca), Egretta tricolor (garza tricolor), Sterna autillarum (golondrina marina menor), Haematopus palliatus (ostrero americano), Rynchops níger (rayador americano), Chor deiles acutipennis (puargo), Himantopus mexicanus (soldadito).
La importancia de la fauna marina estriba también en su aporte económico y alimentario a la economía familiar de los pobladores costeros, las especies marinas aprovechadas por actividades pesqueras son: Las principales son los camarones (Penaeus stylirrostris, Penaeus vannamei, Penaeus occidentalis, Penaeus californiensis, Penaeus brerrotris), tiburones (Carcharius y Sphyrna), peces (Epinephelus striatus, lutjanus argentiventris, bagre sp, Cynoscion stolozmanni), moluscos y crustáceos (Loliolopsis).
En los hábitat rocosos se encuentran las ostras (ostras iridescens), la langosta verde (Panulirus gracilis), y el cangrejo apretador (Menipe frontalis).

## Turismo
El distrito de La Unión cuenta con atractivos turísticos naturales como la Isla Zacatillo, famosa por la historia de ser el "Alcatráz de El Salvador". Isla Martín Pérez, lugar de hermosas playas poco visitadas, ambas en el Golfo de Fonseca. También cuenta con Playa Playitas, una hermosa playa en las faldas del Volcán de Conchagua. Otros atractivos que ofrece el Municipio de La Unión son la Bahía de La Unión, el muelle Los Coquitos, el parque del Cantón Agua Escondida y la antigua estación del tren, así como hoteles y restaurantes de calidad en la zona urbana del Municipio. ganador del concurso de pueblo vivo que realiza el ministerio de turismo en los años 2013 y 2014

## Puerto La Unión
El Proyecto de Construcción del Puerto La Unión comenzó a gestarse en 1994, durante el gobierno de Armando Calderón Sol, año en que se realizó el primer estudio de prefactibilidad con el apoyo del JICA.
En marzo de 1999 se tenía finalizado el estudio de factibilidad, con el que se aseguraba que un nuevo puerto era viable en el mismo lugar donde había nacido el Puerto Cutuco a principios del siglo XX.
Por Decreto Legislativo n.º 565, del 4 de octubre de 2001, publicado en el Diario Oficial n.º 202, Tomo n.º 353, del 25 de octubre de 2001, la Asamblea Legislativa autorizó suscribir el convenio de préstamo entre El Salvador y el Banco de Cooperación Internacional del Japón (JBIC), que fue ratificado el 18 de diciembre del mismo año.
El 15 de noviembre de 2002, se publicó la invitación internacional para la precalificación de empresas para la Construcción del proyecto. La venta de documentos se programó entre el 18 de noviembre y el 20 de diciembre de 2002. Un total de 53 empresas compraron documentos de precalificación.
Las empresas precalificadas fueron los consorcios TOA CORPORATION/JAN DE NUL, PENTA OCEAN/HAZAMA y la empresa WAKACHIKU CONSTRUCTION CO, quienes presentaron sus ofertas técnicas y económicas el 16 de abril de 2004.
El 21 de mayo de 2004, CEPA remitió al JBIC los resultados del reporte de evaluación final de las ofertas, solicitándole la respectiva autorización para iniciar el proceso de negociación con el Consorcio TOA Corporation Jan De Nul, el cual presentó la oferta con valor más bajo (US$ 145, 768,313.28).
En nota de fecha 9 de julio de 2004, se invitó al Consorcio TOA Corporation Jan De Nul para proceder a la fase de negociación, la cual inició el 19 de julio de 2004.
El proceso de negociación de la Oferta entre la Comisión Ejecutiva Portuaria Autónoma (CEPA) y el mencionado Consorcio, finalizó el 15 de diciembre de 2004. La oferta final negociada fue de US $131,985,000.00